# De himmelska hundra

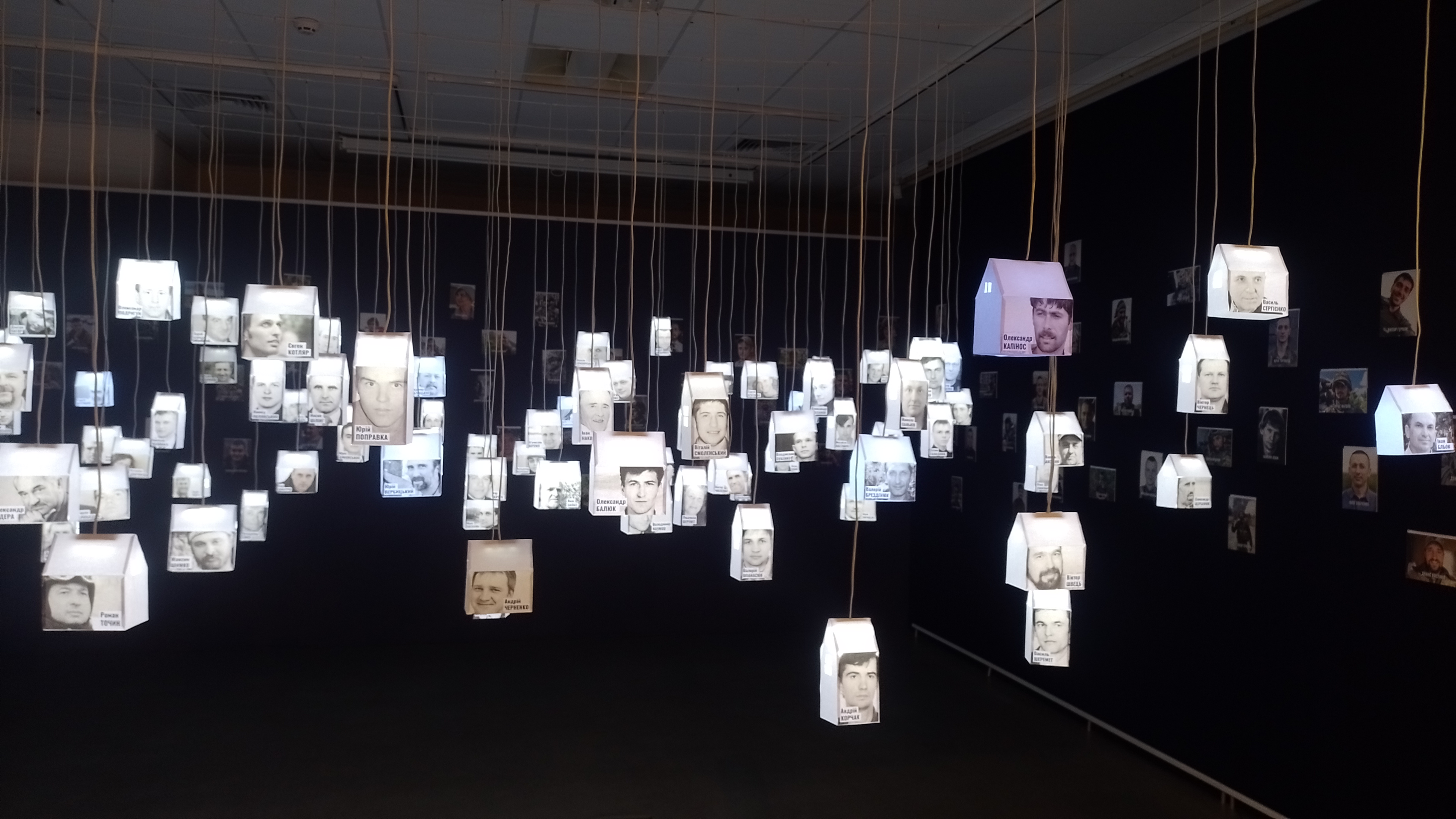
Några av de omkomnas ansikten i en utställning på Kievs historiska museum.

De himmelska hundra (ukrainska: Небесна сотня, Nebesna sotnja) är en kollektiv benämning till de demonstranterna som avled under Euromajdan.
Enligt FN dödades 108 demonstranter under Euromajdan. Enligt några ukrainska källor var antalet avlidna 107.
Största delen av de döda avled mellan de 18 och 20 februari varav merparten dog 20 februari. Händelserna ledde bland annat till att dåvarande presidenten Viktor Janukovytj flydde landet.
Av de demonstranter som identifierats var den yngste 17 år och den äldste 88 år. Tre av de döda demonstranterna var kvinnor.
År 2014 utnämnde president Petro Porosjenko postumt alla avlidna demonstranter till Ukrainas hjältar. Det finns också en utmärkelse vars namn, Himmelska hundra hjältars orden, syftar på de avlidna demonstranterna. Minnet av de döda firas årligen den 20 februari.